# سجل شعارات النبالة

أدرع "سجل االمسلحين الدوليون ،عبارةعن ن سلاسل مربوع بثمانيةدروع بحواف أمامية مناسبة للكتاب المفتوح وملزمة أو.

سجل بورك للنبلاء والنبلاء الدوليون للأسلحة .
سجل بورك للنبلاءالدوليون المسلحين، وجزء من محرري هذا السجل كلية المسلحين أو مقرهم المخصص College of Arms لهم وهناك يتم تعيين المبشرين من قبل السيادة البريطانية ويتم تفويضهم بالسلطة للتصرف نيابة عن التاج في جميع مسائل شعارات النبالة .

## وصلات داخلية
- المملكة المتحدة

## وصلات خارجية
- Burke's Peerage website
- Burke's Peerage Foundation website
- College of Arms website
- Lyon Court website
- Standing Council of the Baronetage website